# Поллианна (фильм, 1920)
«Поллианна» (англ. Pollyanna) — трагикомедия 1920 года по роману Элинор Портер.

## Сюжет
После смерти отца-священника маленькую осиротевшую Поллианну забирает к себе её черствая тётка Полли. У Поллианны великодушное сердце, и она завоевывает расположение горожан добрыми делами. Девочке не удается тронуть свою тётю, всё ещё переживающую разрыв с местным врачом. Положение меняется только после того, как Поллианна, пытаясь спасти ребёнка, попадает под машину. Тогда тетя Полли осознаёт, как много значит для неё племянница, и, проглотив гордость, обращается к бывшему возлюбленному доктору Тому Чилтону. Благодаря его стараниям Поллианна выздоравливает, а тётя Полли и Чилтон счастливо воссоединяются.

## Интересные факты
- Этот фильм — первая работа Мэри Пикфорд по контракту с United Artists.
- Премьера фильма состоялась 18 января 1920 года.
- На момент выхода фильма Мэри Пикфорд было уже 28 лет, хотя по сюжету она одиннадцатилетняя девочка.

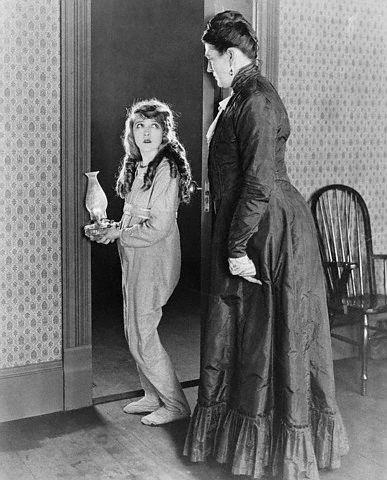
Мэри Пикфорд в роли Поллианны

## В ролях
| Актёр             | Роль                       |
| ----------------- | -------------------------- |
| Мэри Пикфорд      | Поллианна Уиттиер          |
| Уортон Джеймс     | его преподобие Джон Уиттер |
| Кэтрин Гриффит    | тётя Полли Харрингтон      |
| Хелен Джером Эдди | Нэнси Тинг горничная Полли |
| Джордж Беррелл    | старик Том слуга Полли     |
| Говард Ральстон   | Джимми Бин                 |
| Герберт Прайор    | доктор Том Чилтон          |
| Джоан Марш        | в титрах не указана        |